# Álvaro Bermejo
Álvaro Bermejo Marcos (San Sebastián, 1º agosto 1959) è uno scrittore e giornalista spagnolo di origine basca.

## Biografia

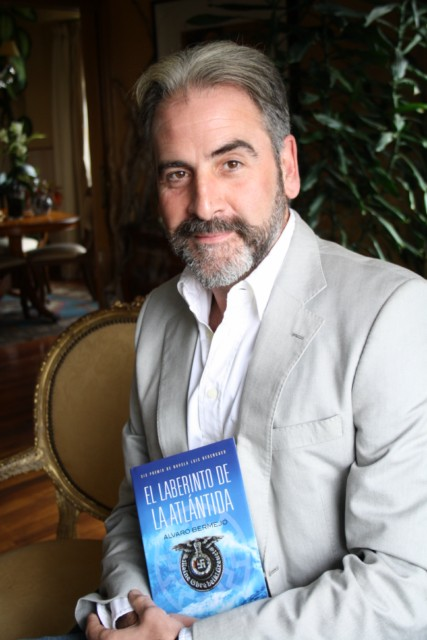
Álvaro Bermejo nel 2010

Álvaro Bermejo Marcos dopo aver studiato all'Università di Deusto, si è laureato in Storia e Antropologia presso l'Università Autonoma di Barcellona. Tornato a San Sebastián, ha iniziato il suo percorso creativo all'interno del gruppo di agitazione contro-culturale CLOC.
Come autore di racconti ha ricevuto premi in numerosi concorsi.

## Opere parziale
- Le sabbie e il tempio (1986). Premio Città di Irun
- L'angelo della notte verrà per te con la morte sulle ali (1987). Premio Pio Baroja
- La discesa di Orfeo (1988). Premio Pio Baroja
- La Madonna della Tempesta (1989)
- Sotto i diciotto anni (1989)
- Lo spettacolo non deve andare avanti (1990)
- La torre di Casandra (Segorbe, 1989). III Premio Internazionale di Racconti Max Aub
- La torre di Cassandra e altri racconti di follia (1991)
- La Torre di Cassandra III (1992)
- Benares (1993). Premio Pio Baroja
- Il gioco della mandragora (1995). Premio Felipe Grano
- Il regno dell'anno mille (1998). Premio Città di Salamanca
- La pietra magnetica (2001). XXXIII Premio Ateneo di Siviglia
- Il Vangelo del Tibet , Edit.Algaida, Siviglia, (2008)
- Controcorrente . Editoriale Nerea (2009)
- Il labirinto di Atlantide Edit.Algaida, Siviglia (2010)
- Come la foresta di notte. Ed. Versatile. Barcellona (2017)[6]